# Sant Miquel de Tudela
Sant Miquel de Tudela és una església de Cervera (Segarra) inclosa a l'Inventari del Patrimoni Arquitectònic de Catalunya.

## Descripció
Església d'una nau i absis rodó, de 7,2 x 14,3 m. La nau és actualment coberta per una volta de rajola però d'origen la coberta era de fusta. Hi ha un arc preabsidal de mig punt. El parament està fet de filades de pedra polida. L'absis està decorat amb una cornisa de pedres trapezoïdals sense bisell i dues mitges columnes amb mòduls desiguals. Cada una té dues pedres treballades com carreu de parament corbat pel mig per a formar el mòdul corresponent a la columna. Les bases són pedres trapezoïdals d'angles arrodonits. Tot el mur de l'epístola està sobre tres podis en escala, de 20, 40 i 25 cm d'alçada.

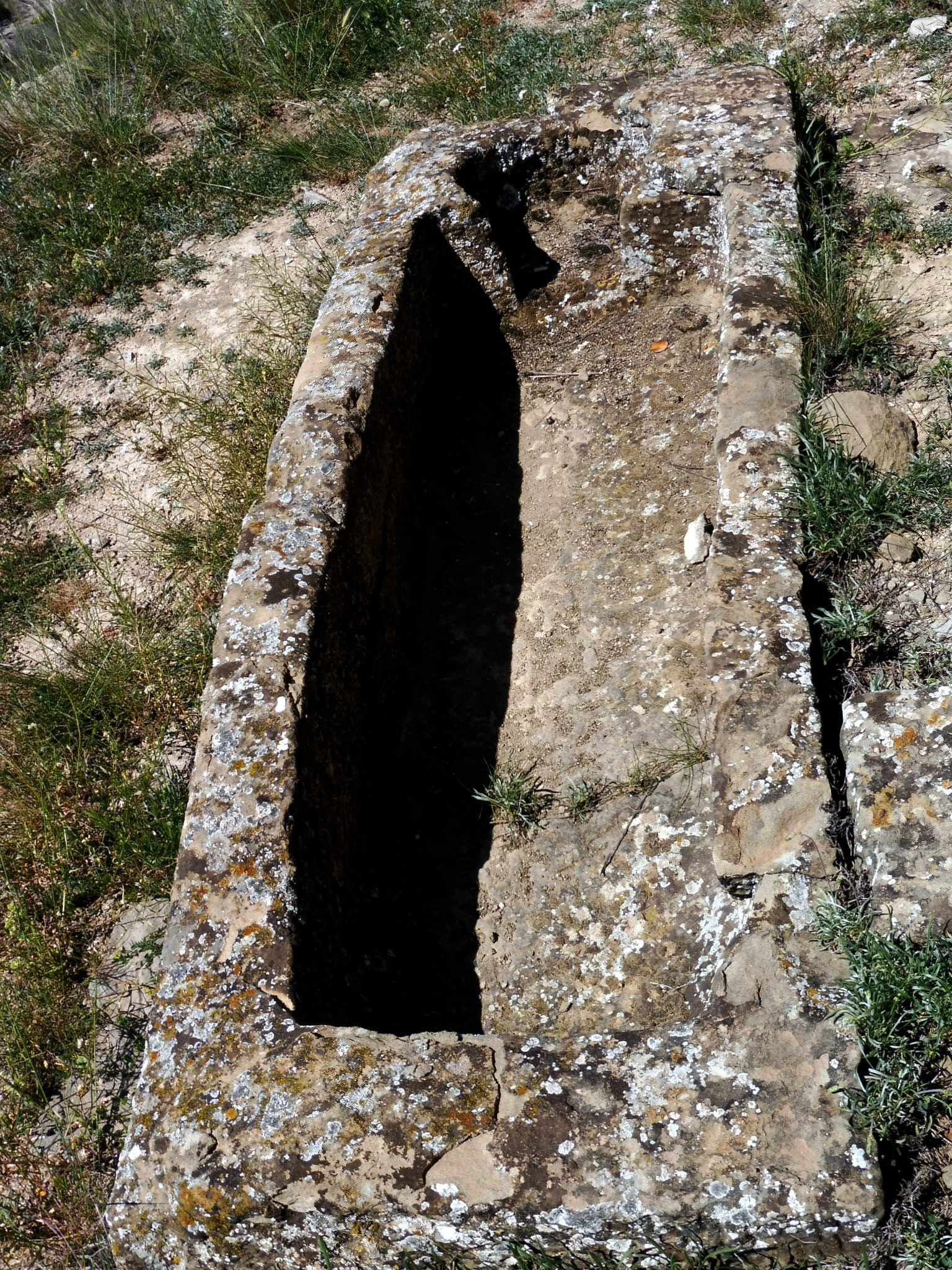
Sepulcre antropomorf

 A l'absis hi ha dos podis parcials que acaben en no res al mig de l'absis. Al frontis hi ha una porta del 1807, amb un interessant arc de mig punt monolític treballat a la cara inferior d'un paral·lelepípede. A l'absis hi ha una finestra de doble esqueixada i arc de mig punt monolític amb tota la pedra treballada tant a l'interior com a l'exterior. Al mur de l'epístola n'hi ha una d'una esqueixada i sortides rectangulars.

### Sepulcre antropomorf
La forma exterior és trapezoïdal i la interior antropomorfa. Les mides exteriors són 2,10 m de llargada i 76 cm d'amplada als peus i 70 cm al cap. Les mesures interiors són d'1,78 de llargada, 44 cm d'amplada i l'encaix del cap, arrodonit, de 33 m. Hi ha un esglaó entre la fondària del cos i el cap de 4 cm, pel que la fondària del cos és de 26 cm i la del cap de 22 cm. La tapa és plana i només té decorat el cap. Està situada paral·lelament al mur de l'epístola, separat un metre.